# Sophia van Wittelsbach

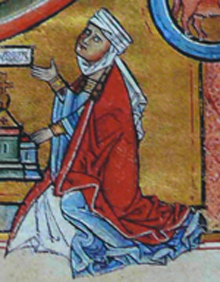
Sophia van Wittelsbach, van 1196 tot 1217 landgravin van Thüringen.

Sophia van Wittelsbach (Kelheim, circa 1170 — Eisenach, 10 juni 1238) was prinses van Beieren. Via haar huwelijk werd ze landgravin van Thüringen.

## Levensloop
Sophia was een dochter van hertog Otto I van Beieren, die tot het Huis Wittelsbach behoorde, en Agnes van Loon.
In 1196 huwde ze met Herman I van Thüringen, die van 1190 tot 1217 landgraaf van Thüringen werd. Ze kregen volgende kinderen:
- Irmgard (1197-1244), huwde met vorst Hendrik I van Anhalt
- Lodewijk IV (1200-1227), landgraaf van Thüringen
- Herman (1202-1216)
- Hendrik Raspe IV (1204-1247), landgraaf van Thüringen en vanaf 1246 Rooms-Duits tegenkoning
- Agnes (1205-voor 1247), huwde met Herman van Oostenrijk en daarna met Albrecht I van Saksen
- Koenraad I (1206-1240), vanaf 1239 grootmeester van de Duitse Orde

Na de dood van haar echtgenoot in 1217 koos ze het klooster van Reinhardsbrunn als weduweresidentie. Toen haar zoon Lodewijk IV in 1221 huwde met Elisabeth van Hongarije, trad ze als zuster in het klooster.